# Juan Manuel Marcos
Juan Manuel Marcos Álvarez (Asunción, 1 de junio de 1950) es un filósofo, escritor, político, poeta, ensayista, narrador, docente y crítico paraguayo. Considerado como uno de los intelectuales de más sólida formación en el Paraguay.

## Biografía
Nació en Asunción el 1 de junio de 1950, hijo de una maestra paraguaya (Amanda Álvarez) y un exiliado republicano español (José Marcos). 
Es licenciado en Filosofía por la Universidad Nacional de Asunción. Doctor en Filosofía por la Universidad Complutense de Madrid, y doctor en Letras por la Universidad de Pittsburgh, Pensilvania. Realizó sus estudios primarios y secundarios en el Colegio de San José de su ciudad natal, de cuya Academia Literaria fue presidente en 1967. Cursó estudios postdoctorales en filosofía política y administración universitaria en las Universidades de Yale y Harvard.

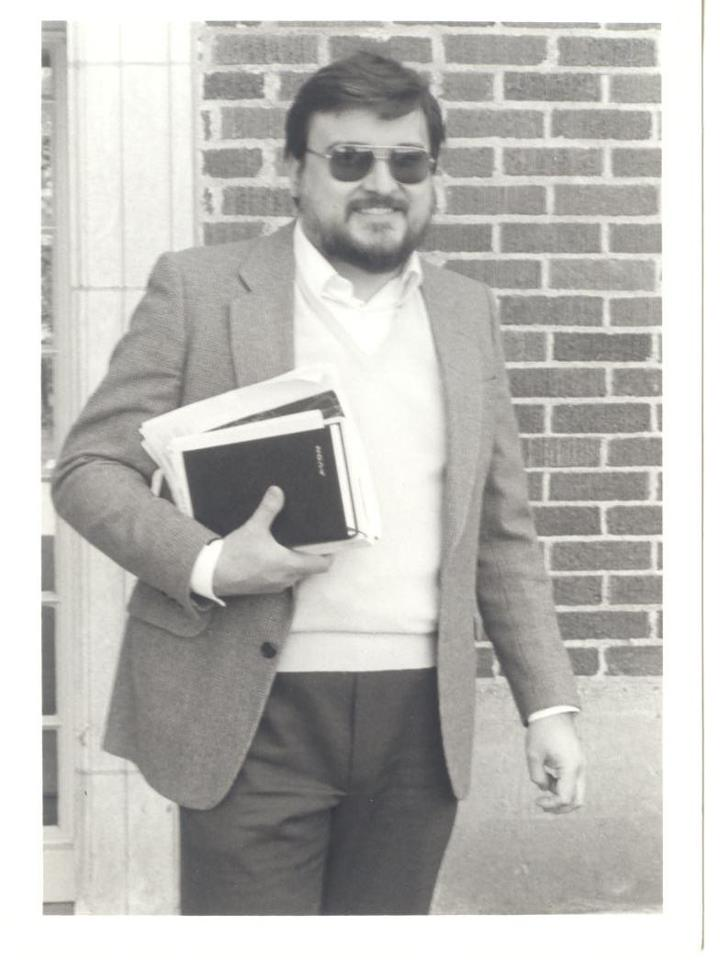
Juan Manuel como profesor en la Universidad de Oklahoma.

Ha sido profesor en las universidades de Oklahoma y de California, Los Ángeles, habiendo ascendido en varios concursos hasta alcanzar la titularidad y la inamovilidad de la cátedra en los Estados Unidos. También ha sido nombrado doctor honoris causa en las Universidades de Kansas, Federal de Río de Janeiro, Nacional de Mar del Plata, y UCES de Buenos Aires.

## Cargos
Alguno de los tantos cargos que ocupó, después de la apertura democrática en 1989, fue electo diputado (1993) y senador (2003-2008), miembro titular del Consejo de Universidades y del Consejo Nacional de Educación y Cultura, y Presidente del Parlamento Cultural del Mercosur. Fue veinte años ininterrumpidamente miembro titular del Directorio y del Comité Político; cinco veces vicepresidente, y presidente del Partido Liberal Radical Auténtico.

## Obras literarias más destacadas
Ensayo:

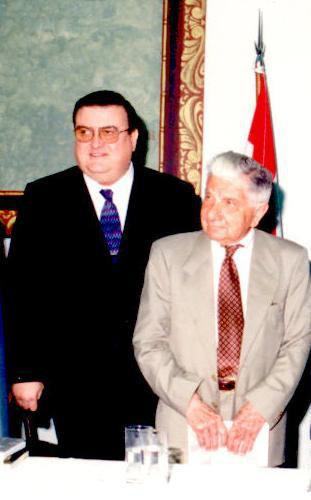
Juan Manuel Marcos junto con Augusto Roa Bastos.

- De García Márquez al postboom (Madrid, 1986)
- Roa Bastos, precursor del postboom (México, 1983)

Poesía:
- Poemas y canciones (Asunción, 1987)
- Poemas (Asunción, 1970).

Teatro:
- Ñandejara Rekové (Areguá, 1972)
- López (Asunción, 1973)

Novela:
- El invierno de Gunter (Asunción, 1987)[7]

## Distinciones
- "Homenaje y reconocimiento por su relevante trayectoria académica y literaria e invaluable aporte a la educación y cultura de nuestro país” otorgado por el Pleno de la Cámara de Senadores de Paraguay.[8]
- Medalla Nacional de Humanidades otorgado por el Fondo Nacional para las Humanidades (National Endowment for the Humanities. Estados Unidos)[9]
- Premio René Dávalos de Poesía (Asunción, 1970)[9]
- Premio Internacional Plural de Ensayo (México, 1982)[9]
- MASUA Honor Lecturer, otorgado por el estado de Kansas.[9]
- SCMLA Summer Research Grant, otorgada por el estado de Texas.[9]
- Medallas otorgada por los ministerios de Defensa Nacional y de Cultura.[9]
- Premio Libro del Año (1987), por su novela El invierno de Gunter.[9]
- Maestro de las Letras y las Artes -en el ámbito literario- (máxima distinción), otorgada por el Congreso de la Nación (2017).[9]